# 59964 Pierremartin
59964 Pierremartin este o planetă minoră (asteroid), cu un diametru de 8,76 km, din centura de asteroizi. A fost descoperită pe 8 septembrie 1999 la Catalina Station⁠(d) de Catalina Sky Survey și a fost numită după R. Pierre Martin⁠(d). 
Obiectul prezintă o orbită caracterizată de o semiaxă mare de 3,1219557038177 UAi, o excentricitate de 0,15429249429156, o înclinație de 6,9006903958877 ° în raport cu ecliptica.